# Lo scandalo Wapshot
Lo scandalo Wapshot (The Wapshot Scandal) è un romanzo dello scrittore statunitense John Cheever, seguito di Cronache della famiglia Wapshot. È stato pubblicato nel  1964.
Il libro è stato premiato nel 1965 con la William Dean Howells Medal assegnata dall'American Academy of Arts and Letters.

## Trama
Lo scandalo al quale il titolo fa riferimento riguarda la moglie di uno dei componenti della famiglia Wapshot, che fugge con un garzone diciottenne della locale drogheria e si rifà una vita con lui in Italia.

## Edizioni in italiano
- John Cheever, Lo scandalo Wapshot: romanzo, traduzione di Isabella Leonetti, Milano: Garzanti, 1966
- John Cheever, Lo scandalo Wapshot, traduzione di Leonardo Giovanni Luccone, Roma: Fandango, 2005
- John Cheever, Lo scandalo Wapshot, traduzione di Leonardo Giovanni Luccone, Milano: Feltrinelli, 2018

Inoltre il libro è stato tradotto in spagnolo, danese, tedesco, finlandese, russo e altre lingue.